# Murúa
Murúa (en euskera y oficialmente Murua) es un concejo del municipio de Cigoitia, en la provincia de Álava, España.

## Historia
Hacia mediados del siglo XIX, el lugar, ya por entonces perteneciente a Cigoitia, tenía contabilizada una población de 154 habitantes. Aparece descrito en el undécimo volumen del Diccionario geográfico-estadístico-histórico de España y sus posesiones de Ultramar de Pascual Madoz con las siguientes palabras:

MURUA: l. del ayunt. de Cigoitia en la prov. de Alava, part. jud. de Vitoria (2 1/2 leg.), aud. terr. de Burgos, c. g. de las Provincias Vascongadas, dióc. de Calahorra. sit. en la falda mencional del monte Gorbea. clima frio y sano; reina el viento N., y se padecen reumas é inflamaciones. Tiene 34 casas, igl. parr. (San Andrés) servida por dos beneficiados perpetuos de presentacion del cabildo, uno de los cuales obtiene título de cura; dos ermitas, una pequeña (Sta. Engracia), y otra dedicada á San Antonio, en cuyo campo se celebra feria el dia 13 de junio; hay una fuente de donde se surten los vec. para sus usos domésticos. El térm. confina N. á Ceanuri (Vizcaya) mediando el espresado monte Gorbea; E. Acosta; S. Larrinoa y O. valle de Zuya; mediando tambien las faldas del precipitado monte: comprende en su circunferencia el barrio Ocaranza y parte del Gorbea. El terreno es delgado y de poco suelo; le y fertilizan atraviesan 2 r., uno que nace en Gorbea, y tiene un puente en el barrio mencionado y otro en el pueblo que describimos; el otro r. que nace en el mismo monte, y con un puente para su paso, se junta con el anterior tomando el nombre de r. Zalla antes de confundirse con el Zadorra. Los caminos son locales. El correo se recibe en Vitoria por los interesados. prod.: trigo, cebada, avena, maiz y manzanas; cria de ganado vacuno, caballar, cabrío y lanar; caza de perdices, liebres, palomas, lobos, corzos, jabalies, zorros y otros animales; pesca de truchas, anguilas y bárbos. ind.: ademas de la agricultura y ganaderia hay 7 molinos harineros de varios particulares y una fáb. de hierro colado. pobl.: 31 vec., 154 alm. riqueza y contr. con su ayunt. (V.)
(Madoz, 1848, pp. 771-772)

En 2022, la entidad singular de población tenía empadronados 149 habitantes y el núcleo de población, 146 habitantes.

## Demografía
| Gráfica de evolución demográfica de Murúa entre 2000 y 2017 |
|                                                             |
| Población de derecho según los censos de población del INE. |

## Patrimonio

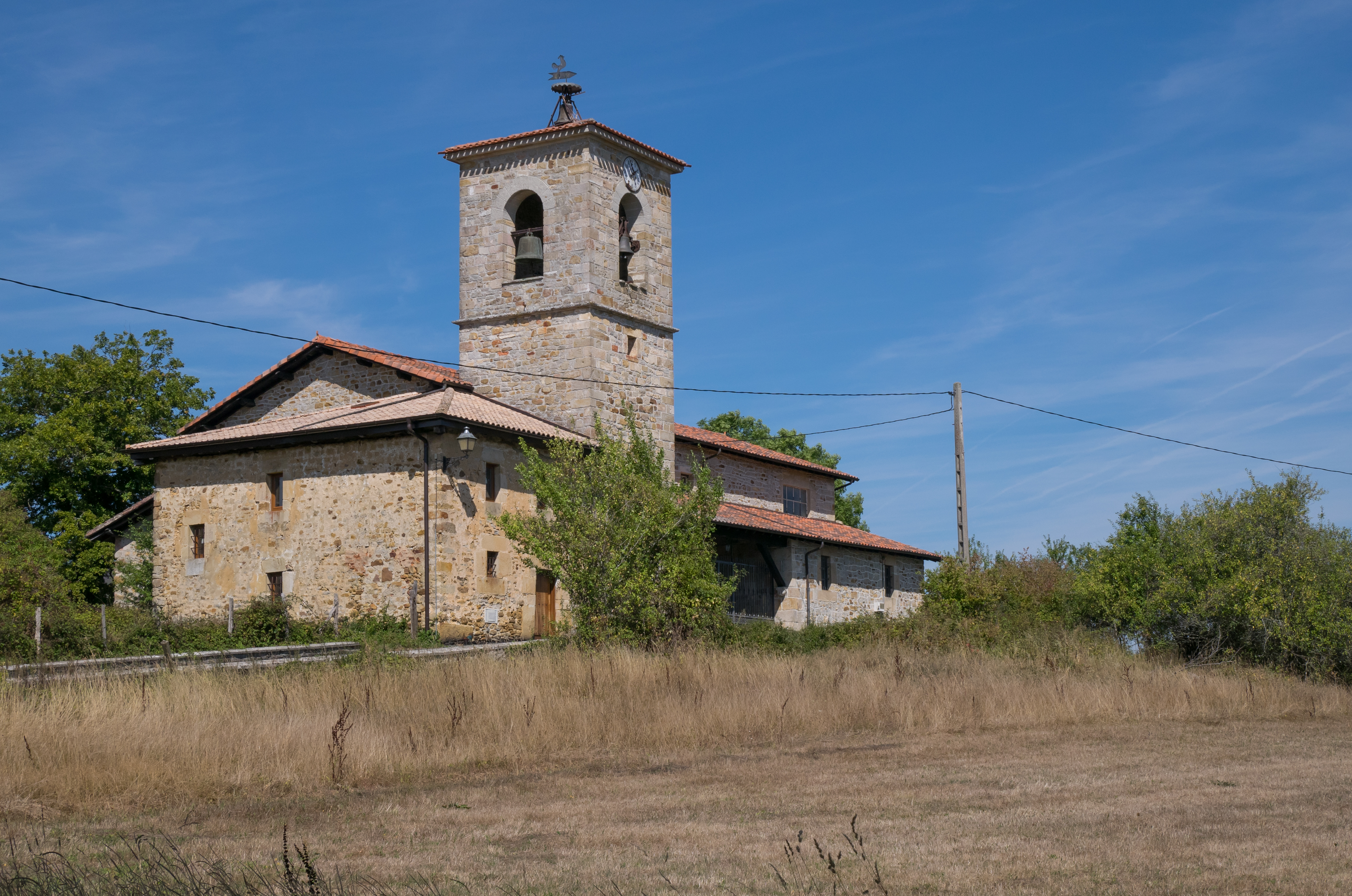
Vista de la ermita de San Antonio

Hay en el concejo dos ermitas, de San Antonio y de Santa Engracia, y hubo también una iglesia de San Andrés.